# Namsos
Namsosⓘ là một thị xã và đô thị ở hạt Trøndelag, Na Uy. Đô thị này thuộc vùng Namdalen. Trung tâm hành chính của đô thị này là thị trấn Namsos. Thị trấn Namsos đã được tách khỏi Overhalla để lập đô thị riêng năm 1855. Các đô thị Klinga, Otterøy, và Vemundvik đã được sáp nhập với Namsos vào ngày 1 tháng 1 năm 1964.
Huy hiệu hiện nay đã được sử dụng từ ngày 5 tháng 5 năm 1961.

## Liên kết ngoài

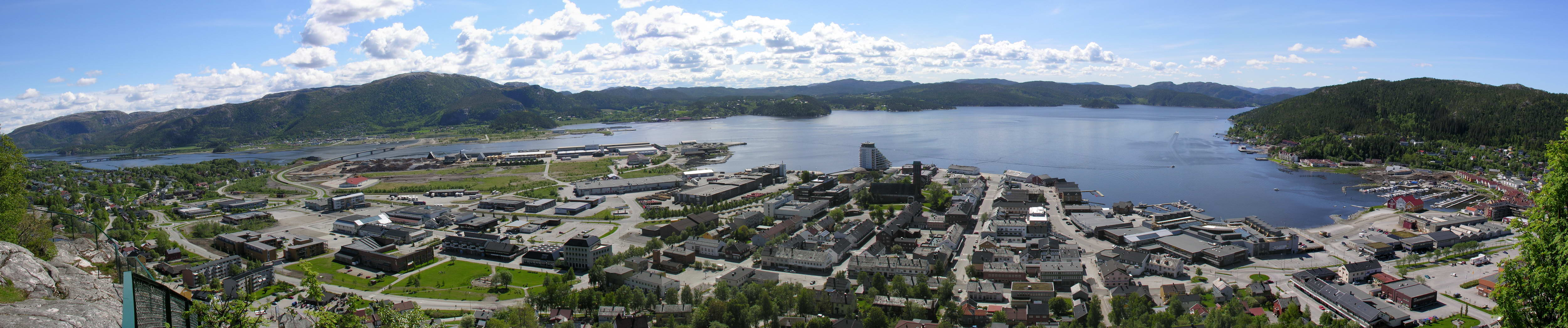
Namsos panorama